# Kerian Mayan
Kerian Mayan est un acteur et danseur français né le 23 juillet 1996.
En 2018, Kerian  participe au Championnat du monde des arts du spectacle à Hollywood  ou WCOPA à Hollywood  avec  l'équipe de France. Il est  sacré champion du monde de danse tous styles, dont  médaille d'or en danse moderne et contemporaine et médaille d'argent  en cirque aérien.

## Filmographie

### Cinéma
- 2007 : Largo Winch de Jérôme Salle : Largo Winch enfant
- 2008 : Quelque chose à te dire de Cécile Telerman : Yann Celliers
- 2010 : La Belle Endormie de Catherine Breillat

### Télévision
- 2004 : Pour l'amour d'un fils Série TV Sous le soleil - Saison 10 Lucas
- 2004 : Zodiaque de Claude-Michel Rome Quentin Saint-André
- 2005 : Sous le soleil (Saison 10, épisode 28 La chance de ma vie) : Lucas, fils de Gloria
- 2006 : Le Maître du Zodiaque de Claude-Michel Rome Quentin Saint-André
- 2006 : Le vrai coupable de Francis Huster Mickael Maurier à 9 ans
- 2008 : Comme un jeu d'enfants de Daniel Janneau Léo Latreuille
- 2009 : Mourir d'aimer de Josée Dayan Raphaël Delorme

### Court-métrage
- 2010 : Face-à-face (réal : Gabriel Kaluszynski), l'adolescent
- 2009 : Jusqu'au cou (réal : Bruno Dupuis et Gabriel Kaluszynski), Ludwig